# 陸去泰
陆去泰（？—？），唐朝經學家、儒学学者。

## 生平
陆去泰原为江夏县尉。唐朝内府旧书，自唐高宗时藏宫中，甲乙丛倒，褚无量请缮录补第，唐玄宗下诏在东都乾元殿东厢整理，推荐陆去泰、闻喜尉卢僎、左监门率府胄曹参军王择从、武陟尉徐楚璧分部校定。唐玄宗以張說、徐堅、贺知章、趙冬曦、馮朝隱、康子元、侯行果、韋述、敬會真、趙玄默、毋煚、呂向、咸廙業、李子釗、東方顥、陸去泰、余欽、孫季良为十八學士。唐玄宗改集仙殿丽正书院为集贤院，张说知院事，徐坚为副，礼部侍郎贺知章、中书舍人陆坚为学士，国子博士康子元为侍讲学士，考功员外郎赵冬曦、监察御史咸廙业、门下省的左补阙韦述、李子钊、陆去泰、吕向、拾遗毋煚、太学助教余钦、四门学博士赵玄默为直学士。陆去泰官至左右补阙内供奉。